# Liste der Kulturdenkmale in Seth (Holstein)
In der Liste der Kulturdenkmale in Seth sind alle Kulturdenkmale der schleswig-holsteinischen Gemeinde Seth (Kreis Segeberg) und ihrer Ortsteile aufgelistet (Stand: 14. April 2025).

## Legende
In den Spalten befinden sich folgende Informationen:
- Objekt-ID: die Nummer des Kulturdenkmales
- Lage: die Adresse des Kulturdenkmales und die geographischen Koordinaten. Kartenansicht, um Koordinaten zu setzen. In der Kartenansicht sind Kulturdenkmale ohne Koordinaten mit einem roten Marker dargestellt und können in der Karte gesetzt werden. Kulturdenkmale ohne Bild sind mit einem blauen Marker gekennzeichnet, Kulturdenkmale mit Bild mit einem grünen Marker.
- Offizielle Bezeichnung: Bezeichnung des Kulturdenkmales
- Beschreibung: die Beschreibung des Kulturdenkmales
- Bild: ein Bild des Kulturdenkmales

## Ehemalige Sachgesamtheiten
| Objekt-ID      | Lage                                          | Offizielle Bezeichnung   | Beschreibung | Bild |
| -------------- | --------------------------------------------- | ------------------------ | --- | ---- |
| 38065 Wikidata | Hauptstraße 57 (53° 50′ 49″ N, 10° 10′ 23″ O) | Bauernhof Hauptstraße 57 | Bauernhof, bestehend aus: Wohn- und Wirtschaftsgebäude, eingeschossiger Halbwalmdachbau mit Lootor und Ziegelfassade, nach 1880; parallel dazu niedrigerer Stallbau mit Satteldach und Ziegelfassade, mit Verbindungsbau zum Wohnteil, um 1900; Zufahrt mit Einfassungsmauer; Hofraum mit Katzenkofpsteinpflaser; Bauerngarten mit Walleinfassung - Begründung: geschichtlich, städtebaulich - Schutzumfang: Wohn- und Wirtschaftsgebäude, Stall, Bauerngarten mit Wall, Einfassungsmauer der Zufahrt, Pflasterung des Hofraumes | BW   |

## Ehemalige Bauliche Anlagen
| Objekt-ID      | Lage                                          | Offizielle Bezeichnung       | Beschreibung | Bild |
| -------------- | --------------------------------------------- | ---------------------------- | --- | ---- |
| 38066 Wikidata | Hauptstraße 57 (53° 50′ 49″ N, 10° 10′ 23″ O) | Wohn- und Wirtschaftsgebäude | Wohn- und Wirtschaftsgebäude, eingeschossiger Halbwalmdachbau mit Lootor und Ziegelfassade, nach 1880 - Begründung: geschichtlich, städtebaulich - Schutzumfang: gesamtes Objekt - Denkmaltyp: Bauliche Anlage, Sachgesamtheit: Bauernhof Hauptstraße 57                                     | BW   |
| 38067 Wikidata | Hauptstraße 57 (53° 50′ 49″ N, 10° 10′ 22″ O) | Stall                        | Parallel zum Wohn- und Wirtschaftsgebäude niedrigerer Stallbau mit Satteldach und Ziegelfassade, mit Verbindungsbau zum Wohnteil, um 1900 - Begründung: geschichtlich, städtebaulich - Schutzumfang: gesamtes Objekt - Denkmaltyp: Bauliche Anlage, Sachgesamtheit: Bauernhof Hauptstraße 57 | BW   |

## Quelle
- Liste der Kulturdenkmale in Schleswig-Holstein – Kreis Segeberg

- Karte mit allen Koordinaten:
- OSM |
- WikiMap